# LaTasha Colander
LaTasha Colander (ur. 23 sierpnia 1976 w Portsmouth) – amerykańska lekkoatletka, sprinterka.
Największym sukcesem Colander był złoty medal zdobyty podczas Igrzysk Olimpijskich w Sydney (2000) w sztafecie 4 × 400 metrów. W 2008 roku ten medal został jej odebrany, podobnie jak wszystkim koleżankom ze sztafety, ponieważ w jej składzie biegła Marion Jones, a z powodu jej dopingu anulowano wszystkie wyniki osiągnięte przez nią na tych igrzyskach. 
W 2010 roku Trybunał Arbitrażowy ds. Sportu przywrócił jednak medale wszystkim oprócz Jones zawodniczkom ze sztafety USA, uznając, że obowiązujące w 2000 roku przepisy nie pozwalały zdyskwalifikować całego zespołu z powodu dopingu jednego zawodnika.
W swoim dorobku Colander ma również inne sukcesy, m.in.:
- srebrny medal podczas Mistrzostw Świata Juniorów w Lekkoatletyce (bieg na 100 metrów przez płotki Lizbona 1994),
- 8. miejsce na igrzyskach olimpijskich (bieg na 100 metrów Ateny 2004),
- 5. miejsce w Mistrzostwach Świata w Lekkoatletyce (bieg na 200 metrów Helsinki 2005).

## Rekordy życiowe
- bieg na 100 metrów - 10,97 (2004)
- bieg na 200 metrów - 22,34 (2005)
- bieg na 300 metrów - 36,00 (2000)
- bieg na 400 metrów - 49,87 (2000)
- bieg na 400 metrów przez płotki - 56,88 (1999)

29 kwietnia 2000 Colander z koleżankami z reprezentacji USA pobiła rekord świata w sztafecie 4 × 200 metrów. Czas 1:27.46 jest niepobity do dzisiaj.